# Silent Interviews
Silent Interviews : on language, race, sex, science fiction, and some comics : a collection of written interviews (Interviews silencieuses : sur la langue, la race, le sexe, la science-fiction et certaines bandes dessinées)  est un recueil non fictionnel d'entretiens de 1995 avec l'auteur, professeur et critique Samuel R. Delany,.
Le livre a été finaliste pour le prix Hugo du meilleur livre de non-fiction 1995.

## Publication
- (en) Silent interviews : on language, race, sex, science fiction, and some comics : a collection of written interviews, Wesleyan University Press : University Press of New England, 1994, 322 p. (ISBN 9780819562807, lire en ligne)